# Nyctemera assimilis
Nyctemera assimilis är en fjärilsart som beskrevs av Kirby 1892. Nyctemera assimilis ingår i släktet Nyctemera och familjen björnspinnare. Inga underarter finns listade i Catalogue of Life.